# Polski Kontyngent Wojskowy w Etiopii i Erytrei
Polski Kontyngent Wojskowy w Siłach Pokojowych w Etiopii i Erytrei – wydzielony komponent Sił Zbrojnych RP, przeznaczony do udziału w Misji ONZ w Etiopii i Erytrei w latach 2000–2001.

## Historia
W 2000 Etiopia i Erytrea podpisały porozumienie pokojowe kończące trwającą dwa lata wojnę między tymi państwami. W celu jego przestrzegania Rada Bezpieczeństwa ONZ wydała rezolucję nr 1320, tworzącą Misję ONZ w Etiopii i Erytrei (UNMEE). Misja była pierwszą okazją do użycia sił ekspedycyjnych ONZ – Wielonarodowej Brygady Szybkiego Rozwinięcia (SHIRBRIG), która wystawiła dowództwo i sztab UNMEE (95 oficerów i personelu wsparcia), duńską kompanię dowodzenia (200 żołnierzy) oraz kanadyjsko-holenderski batalion piechoty (600 żołnierzy).
W listopadzie 2000 rząd Jerzego Buzka podjął decyzję o wysłaniu do Etiopii i Erytrei Polskiego Kontyngentu Wojskowego. Zgodnie z postanowieniem Prezydenta RP z 10 listopada 2000 w jego skład weszło 6 żołnierzy, służących w okresie od 13 listopada 2000 do 15 marca 2001.
Żołnierze skierowani zostali w ramach współtworzonej przez Polskę brygady SHIRBRIG, do ich zadań należało monitorowanie linii rozdzielenia wojsk i weryfikowanie redukcji sił obu zwaśnionych stron, wspomagając tym samym proces pokojowy. Koszt użycia PKW refundowała Organizacja Narodów Zjednoczonych, strona polska płaciła tylko za przygotowanie kontyngentu, obejmujące wyposażenie i ubezpieczenie żołnierzy, przemieszczenie i pobyt w miejscu zgrupowania oraz ćwiczenia zgrywającego SHIRBIRG w Danii, wynoszące 60.000 złotych.